# Leucoplachia
La leucoplachia, o leucoplasia è una caratteristica placca bianca che si forma soprattutto nella cavità orale a causa di una eccessiva ed anomala cheratinizzazione dell'epitelio e in alcuni casi di un ispessimento distrofico di alcuni strati esterni o dello strato spinoso dell'epitelio stesso. È correlata al fumo di sigaretta e al consumo di alcol, ma può avere anche cause ignote.
È classificata tra le condizioni precancerose che, in seguito ad un evento displastico, possono evolvere in lesioni precancerose e quindi in neoplasie maligne. La leucoplachia è considerata una lesione precancerosa intesa come una alterazione epiteliale pre-maligna nella quale è più probabile lo sviluppo di una neoplasia maligna rispetto alla controparte tissutale indenne.
I fattori predisponenti associati sono:
- irritazione meccanica continua locale (spine irritative);
- allergie ai materiali di uso odontoiatrico;
- traumi cronici causati da denti taglienti o apparecchiature odontoiatriche;
- contatto con carcinogeni secondario ad abitudini viziate come tabagismo e abuso di alcool;
- esposizione e inalazione polveri sottili di metalli pesanti;
- esposizione a radiazioni ionizzanti, radiazioni UV, campi elettromagnetici e radiofrequenza;
- fattore luetico;
- patologie sistemiche come anemia sideropenica deficit nutrizionali epatopatie diabete etc.
- infezione da virus di Epstein-Barr in pazienti HIV-positivi

Come terapia si utilizza il calcipotriolo.